# Волков, Михаил Александрович
Михаил Александрович Волков (настоящая фамилия Вайнер) (1900, Екатеринославская губерния, Российская империя — 1939, Москва, Советский Союз) — начальник Транспортного отдела ГУГБ НКВД СССР и Главного управления шоссейных дорог (ГУШосДор) НКВД СССР, заместитель народного комиссара путей сообщения СССР, старший майор государственной безопасности (1937). Депутат Верховного Совета РСФСР. Расстрелян в 1939 году. Признан не подлежащим реабилитации.

## Биография
Родился в посёлке шахты № 5 Екатеринославской губернии в еврейской семье. С 12-летнего возраста начал работать. В 1917 году вступил в Красную гвардию, состоял в РКП(б) с 1918 года. С мая 1918 года — на работе в Курской губернской ЧК — оперативный комиссар и инструктор. С 1919 года — в Особом отделе 9-й армии Южного фронта — помощник начальника активной части, начальник Собого отдела 32-й стрелковой и 18-й кавалерийской дивизий 11-й армии. Затем служил в особых отделах в погранвойсках.
Перешёл на службу в Экономический отделе Закавказской ЧК помощником начальника, с 1927 года — начальник Экономического отдела ГПУ Азербайджанской ССР. С 1929 года — начальник Экономического отдела полномочного представительства ОГПУ Сибирского (с 1930 года — Западно-Сибирского) края; в 1934—1935 годах заместитель полномочного представителя ОГПУ / начальника Управления НКВД края.
В 1935 году переведён в Ленинград начальником Экономического отдела УНКВД, с декабря 1936 года помощник начальника УНКВД Ло Л. М. Заковского. С апреля 1937 года по январь 1938 года начальник 6-го (транспортного) отдела ГУГБ НКВД СССР. С января по май 1938 начальник ГУШосДор НКВД СССР, одновременно в с апреля по ноябрь того же года заместитель наркома путей сообщения СССР. Как начальник Транспортного отдела ГУГБ НКВД СССР несет полную ответственность за массовые аресты и расстрелы сотрудников советского ж.д. транспорта и НКПС СССР в 1937—1938 гг. (дорожно-транспортные отделы (ДТО) железных дорог СССР напрямую подчинялись ТО ГУГБ НКВД СССР).
Арестован 21 ноября 1938 года. Внесен в список Л.Берии- А.Вышинского от 15 февраля 1939 г. по 1-й категории. Статьи обвинения : ст. 58/1 п. «а» («измена Родине»); ст. 17/58 ч.8 («террор»); ст. 58/10; ст. 58/11 («участие в антисоветской организации в органах НКВД») УК РСФСР. Расстрелян по приговору Военной коллегии Верховного суда СССР 25 февраля 1939 года в одной группе с А. М. Минаевым-Цикановским. Место захоронения- «могила невостребованных прахов» № 1 крематория Донского кладбища.
12 января 1996 года реабилитирован посмертно Главной военной прокуратурой РФ. 12 ноября 2015 года Судебной коллегией по делам военнослужащих Верховного суда РФ признан не подлежащим реабилитации.

### Звания
- Старший майор государственной безопасности (1937).

### Награды
знак «Почетный работник ВЧК—ГПУ (V)» (№ 625 1926); 
знак «Почетный работник ВЧК—ГПУ (XV)» (04.02.1933); 
орден Ленина (22.07.1937) (лишен посмертно указом Президиума ВС СССР от 8.5.1943 г.),